# アイバ・アーケット
アイバ・ジョン・ウアケア・アーケット（Aiva John Uakea Arquette, 2003年10月17日 - ）は、アメリカ合衆国ハワイ州ホノルル出身の野球選手（内野手）。右投右打。

## 経歴
高校時代、2022年のMLBドラフト18巡目（全体528位）でアリゾナ・ダイヤモンドバックスから指名されたが、契約せずにワシントン大学へ進学した。
ワシントン大学では2年次の2024年、48試合に出場して打率.325、12本塁打、36打点を記録した。
2025年よりオレゴン州立大学へ転校した。ワシントン大学では内野の複数ポジションを守っていたが、転校後は遊撃手へ専念した。